# Didemnum ossium
Didemnum ossium är en sjöpungsart som   beskrevs av Kott 200. Didemnum ossium ingår i släktet Didemnum och familjen Didemnidae. Inga underarter finns listade i Catalogue of Life.